# Возгорание поезда в Египте (2002)
Возгорание поезда в Египте — железнодорожное происшествие, произошедшее 20 февраля 2002 года. В пассажирском поезде, следовавшем из Каира в Луксор, случилось возгорание в одном из пассажирских вагонов третьего класса. В результате пожара погибли более 383 человек, несколько сотен получили ранения. Данное происшествие является крупнейшим по количеству жертв на железнодорожном транспорте из когда-либо произошедших в Египте.

## Происшествие
Трагедия произошла недалеко от города Аль-Айят рано утром 20 февраля 2002 года. Пассажирский поезд следовал из Каира в Луксор. По данным полиции, машинист локомотива не заметил, что горит один из вагонов и на полной скорости проехал ещё семь километров после возгорания.
Шесть из семи сгоревших вагонов были дешевого, третьего класса. Несмотря на то, что каждый из вагонов третьего класса был рассчитан на 150 человек, в них находилось в два раза больше пассажиров.
Некоторые пассажиры выпрыгивали из двигающегося поезда. Всего из поезда на ходу выбросились 15 человек. Многие погибли сразу, другие получили серьёзные травмы. Последние семь вагонов пассажирского состава выгорели дотла.
Также это происшествие вызвало уход с поста министра транспорта Египта Ибрагима ад-Демири.

## Причины
Причиной начала пожара в пассажирском вагоне стало неосторожное обращение одним из пассажиров с переносной газовой горелкой.